# 2e régiment de tirailleurs algériens
Pour les articles homonymes, voir 2e régiment.
Le 2e régiment de tirailleurs algériens est un régiment d'infanterie français, de l'armée d'Afrique, en activité entre 1842 et 1962.
Il se distingue notamment au cours de la guerre du Mexique, lors de la bataille de San Lorenzo, qui lui vaut la Légion d'honneur puis surtout lors de la Première Guerre mondiale, au cours de laquelle, ce « régiment d'assaut qui a conservé dans cette guerre les rudes et éclatantes traditions de l'arme blanche et de la baïonnette française » reçoit la fourragère aux couleurs du ruban de la croix de la Légion d'honneur (cité six fois à l'ordre de l'Armée) et voit son drapeau décoré de la médaille militaire.
Le drapeau du 2e régiment de tirailleurs algériens est l'un des quatre drapeaux de régiments de l'armée française décorés de la médaille militaire,,.
Il est dissous en 1962.

## Création et différentes dénominations
- 1842 : 2e bataillon de tirailleurs indigène d'Oran.
- 1856 : 2e régiment de tirailleurs.
- 1914 : 2e régiment de marche de tirailleurs.
- 1919 : 2e régiment de tirailleurs algériens.
- 1958 : 2e régiment de tirailleurs.
- 1962 : dissolution du régiment.

## Chefs de corps
Ceci est la liste des chefs du 2e bataillon de tirailleurs indigènes de 1842 à 1855 puis du 2e régiment de tirailleurs algériens à partir de 1856.

### 2ebataillon de tirailleurs indigènes
- 1842 : chef de bataillon Bosquet
- 1845 : chef de bataillon Pellé

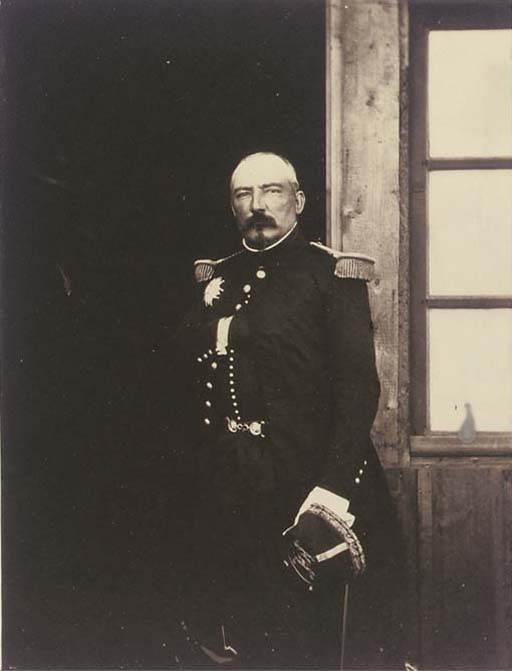
Bosquet, 1er commandant du 2e BTI en 1842-1845

- 1852 : chef de bataillon Martineau-Deschenez
- 1854 : chef de bataillon Butet

### 2erégiment de tirailleurs algériens
- 1856 (janvier) : colonel Montaudon
- 1856 : colonel Laure
- 1859 : colonel de Montfort
- 1869 : colonel Suzzoni

...
- 27 mai 1871-8 juillet 1878 : colonel Colonieu

...
- 28 mars 1913-25 août 1914 : colonel Deshayes de Bonneval

#### Première Guerre mondiale (2e RMT)
- 2 août 1914-24 août 1914 : lieutenant-colonel Sibra (évacué, décédera des suites de ses blessures) ; le commandant Bolleli assure le commandant provisoire du régiment.
- 27 août-20 septembre 1914 : commandant puis lieutenant-colonel Le Lain (évacué sur blessure) ;
- 20 septembre-31 octobre 1914 : lieutenant-colonel Régnier ;
- 1er novembre 1914-12 décembre 1915 : lieutenant-colonel puis colonel (décret du 28/12/1914) Bourgue ; le commandant Melou assure le commandement provisoire du régiment ;
- 16 décembre 1915-8 juin 1918 : lieutenant-colonel de Saint-Maurice ;
- à partir du 9 juin 1918 : lieutenant-colonel d’Auzac de Lamartine.

#### Seconde Guerre mondiale

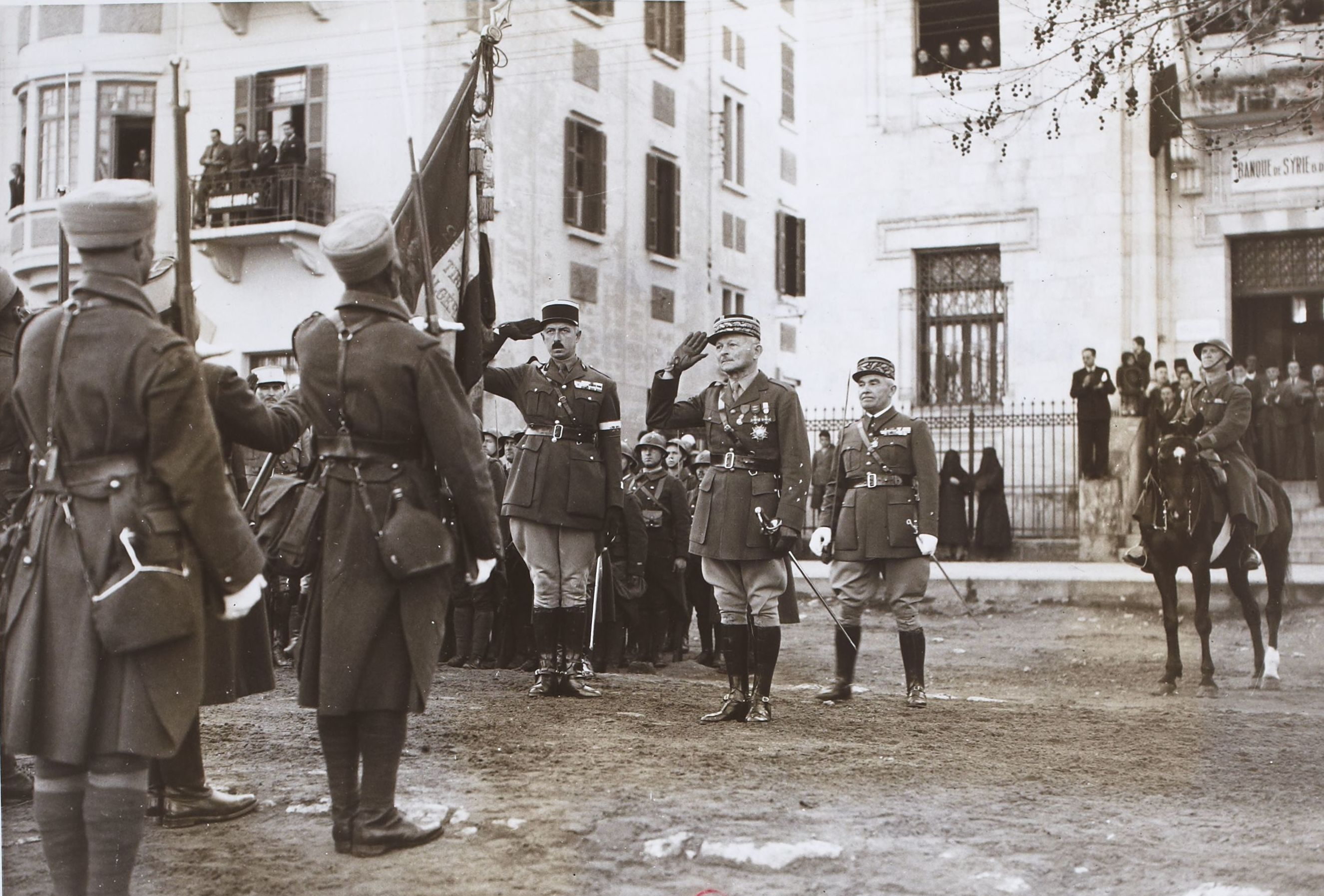
Le général Maxime Weygand, délégué général du régime de Vichy pour l'Afrique du Nord, salue le drapeau du 2e RTA en 1940-1941.

...

## Historique des garnisons, combats et batailles du2erégimentde tirailleurs algériens
- Garnisons: Mostaganem (détachement à Tiaret et Mascara) puis Oran.

### De 1842 à 1852
- Conquête de l'Algérie

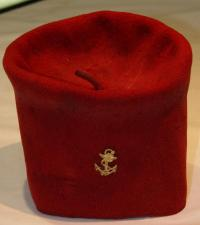

  - Régiments ayant participé à la conquête de l'Algérie par la France

### Second Empire
- Conquête de l'Algérie
- Guerre de Crimée
- Guerre du Mexique :
  - 8 mai 1863 : bataille de San Lorenzo
- Conquête de Madagascar

### 1870-1871
Au 1er août 1870, le 2e régiment de tirailleurs algériens fait partie de l'Armée du Rhin.
Avec le 48e régiment d'infanterie du colonel Rogier, le 2e forme la 2e Brigade aux ordres du général Lefebvre.
Cette 2e Brigade avec la 1re brigade du général L'Hériller, deux batteries et une compagnie de mitrailleuses, une compagnie du génie constituent la 3e Division d'Infanterie commandée par le général de division Raoult.
Cette division d'infanterie évolue au sein du 1er Corps d'Armée ayant pour commandant en chef le maréchal de Mac Mahon, duc de Magenta.

### De 1871 à 1914
- Algérie ; combat de Ksar el Azoudj (1903)

### Première Guerre mondiale

#### Affectations
- Combat sur le front français au sein de la 37e division d'infanterie

#### 1914
- 1914 : Vers Charleroi : Oret, Mettet (23 août), Florennes (24 août). Retraite des IIIe et IVe Armées : Courgivaux, Petit-Morin. Bataille de la Marne : Cuts-la-Pommeraye (15-17 septembre).

#### 1915
- 1915 : Bataille de Quennevières (juin), Ire et IIIe Armées en Argonne et sur la Meuse : Plateau des Loges. Bataille de Champagne : attaque du 25 septembre, Epine de Védegrange.

#### 1916
- 1916 : Bataille de Verdun : Louvemont, Côte-du-Poivre (février), Souville (juillet). Reprise des Forts de Douaumont et de Vaux : Bois le Chaume, Bezonveaux (15 décembre).

#### 1917
- 1917 : Verdun : Cote 304

#### 1918
- 1918 : Moreuil (8 août), Noyon (28 août). Chauny, Tergnier.

### Entre-deux-guerres
- Pacification du Maroc

### Seconde Guerre mondiale

#### 1939
En 1939, avant la mobilisation en septembre en Afrique du Nord, le régiment appartient à la 4e brigade d'infanterie algérienne de la division d'Oran, il est en garnison à Mostaganem, Tiaret et Mascara.

#### 1940
À la suite de l'armistice du 22 juin 1940, il appartient à la 2e brigade d'infanterie d'Oran, gardant les mêmes garnisons.

#### 1942
Après le débarquement anglo-américain en novembre  1942, le 2e RTA est engagé dans la campagne de Tunisie avec la division de marche d'Oran.

#### 1943
Le 1er bataillon reçoit une citation à l'ordre de l'armée après les combats du Fondouk el Okbi (3 janvier 1943), les quatre attaques contre la cote 354 du 11 au 16 janvier, l'attaque du Djebel Mansour le 25 avril et la reprise de Sainte-Marie du Zit le 11 mai 1943. Tenant le col du Faïd, le 2e bataillon en est chassé le 30-31 janvier 1943 par l'attaque blindée de la 21e Panzerdivision après une vive résistance, et reçoit également une citation à l'ordre de l'armée. En 1943 lors de la campagne d'Italie, il vient renforcer la 2e DIM du Corps expéditionnaire français, commandé par le général Juin puis est dissous en août 1944[réf. nécessaire]. Ses bataillons remplacent leurs homologues au sein des 5e, 6e, et 8e RTM[réf. nécessaire].

### De 1945 à 1962
- Au cours de la guerre d'Indochine , il est engagé sur place, sous le nom de bataillon de marche du 2e R.T.A. au printemps 1947, après avoir débarqué à Saïgon.
- Il combat en territoire malgache aussi lors des événements de Madagascar (1947/1948) avec les bataillons de marche des 6e, 9e R.T.A.
- Guerre d'Algérie
- Lors de la guerre d'Algérie, il combat les groupes armés du F.L.N. sous le nom de 2e B.T.A. ,avec les 5e, 14e, 29e B.T.A.
- En 1955, il sert de support à la création du 1er Groupe de Compagnies nomades d'Algérie qui comprend  notamment les 1re, 2e et 3e Compagnies nomades d'Algérie.
- En 1958, après les événements de mai , il devient 2e régiment de tirailleurs, le « A » disparaissant.
- Au cessez-le-feu du 19 mars 1962 en Algérie, le 2e R.T. créé comme 91 autres régiments présents sur place , les 114 unités de la Force locale prévues par les accords d'Évian du 18 mars 1962, signés par le G.P.R.A. et le gouvernement français. Le 2e R.T. forme deux unités de la Force locale de l'ordre algérienne, la 499°UFL-UFO et la 500°UFL-UFO composés de 10 % de militaires métropolitains et de 90 % de militaires musulmans, qui pendant la période transitoire devaient être au service de l'exécutif provisoire algérien, jusqu'à l'indépendance de l'Algérie qui a lieu officiellement le 3 juillet 1962 maintiennent l'ordre public, dans des conditions très difficiles .
- Il est dissous, comme les autres régiments de tirailleurs algériens, après l'indépendance algérienne, au cours de la seconde partie de l'année 1962.

## Traditions

### Faits d'armes faisant particulièrement honneur au régiment

#### Guerres coloniales
- Prise d'un drapeau mexicain à la bataille de San Lorenzo en 1863, par le tirailleur Khalel Ali.

#### Première Guerre mondiale
- Combats du 25 septembre au 1er octobre 1915 en Champagne.
- Combats du 15 décembre 1916 à Verdun.
- Combats du 16 au 19 avril 1917 en Champagne, face au mont Spin.
- Combats du 8 au 10 août 1918 dans la région de Moreuil (Somme).
- Combats des 29 et 30 août 1918 dans la région de Noyon.
- Combats du 27 octobre au 9 novembre 1918 entre Le Hérie-la-Viéville et Hirson (Aisne).
- Combats du 25 novembre 1917 à Verdun

### Devise
- « Dieu avec nous, avec notre drapeau et avec la France »

### Drapeau

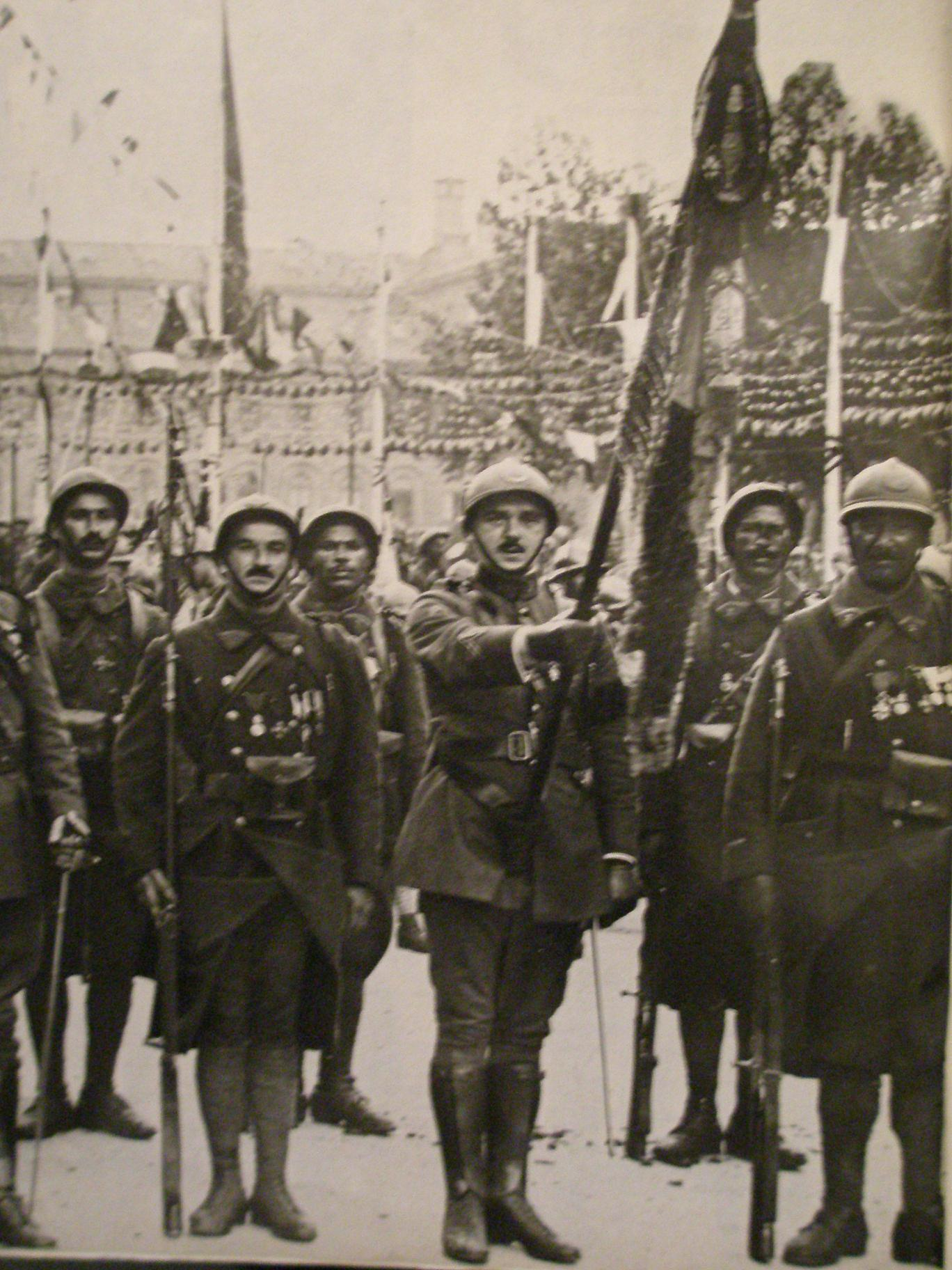
Drapeau du 2e RTA décoré de la Légion d'honneur et de la médaille militaire le 13 juillet 1919 à Paris, place de l'Hôtel-de-Ville

Il porte, cousues en lettres d'or dans ses plis, les inscriptions suivantes :, :
- Laghouat 1852
- Sébastopol 1854-1855
- Solférino 1859
- San Lorenzo 1863
- Champagne 1915
- Verdun 1916
- Aisne 1917
- Picardie 1918
- Tunisie 1942-1943
- Indochine 1947-1954
- AFN 1952-1962

### Décorations
- Médaille militaire (5 juillet 1919) au titre de la Première Guerre mondiale
- Légion d'honneur (24 mars 1902) pour la prise d'un drapeau le 8 mai 1863 à la bataille de San Lorenzo, par le tirailleur Khalel ben ali qui a reçu pour sa part la médaille militaire
- Croix de guerre 1914-1918 avec 6 palmes
- Croix de guerre 1939-1945 avec 1 palme. À noter que 9 citations dont 6 à l’ordre de l’armée ont été décernées à ses bataillons intégrés au sein d'autres régiments entre 1942 et 1945.
- Croix de guerre des Théâtres d'opérations extérieurs avec 1 palme (1951)
- Il a le droit au port de la fourragère à la couleur du ruban de la croix de la Légion d'honneur.

### Le monument aux morts de Mostaganem
En 1911, la ville de Mostaganem, dans le département d'Oran, décide de rendre hommage au 2e RTA, qui s’est illustré pendant la guerre de Crimée ainsi que lors de la bataille de Frœschwiller-Wœrth en août 1870. Le socle, en pierre de taille de trois mètres de haut et les bas reliefs le ceinturant, qui rappellent les actions glorieuses des habitants de Mostaganem morts pendant la Première Guerre mondiale, est achevé en 1921. Le monument prend alors place devant la nouvelle mairie, au bout de l'avenue du 1er de Ligne. Après 1945, une plaque à la mémoire des mostaganémois tombés au cours de la Seconde Guerre mondiale est apposée sur le socle. En 1962, au moment de l’indépendance de l’Algérie, la statue est rapatriée sur Marseille, où elle est entreposée dans l'anonymat au camp de Sainte-Marthe jusqu’en 1973. Elle rejoint cette année-là l’Ecole d’application de l’infanterie de Montpellier, face au musée de l'Infanterie et reçoit en 1980 deux plaques sur lesquelles sont gravées : "A la gloire du 2e Tirailleurs" et "Aux enfants de Mostaganem morts pour la France". Depuis 2010, la statue a rejoint la place d'armes du 1er régiment de tirailleurs d'Épinal.

## Personnalités ayant servi au2eRTA
- André Biard, général d'armée, lieutenant au 2e RTA durant la campagne de Tunisie. Grand-croix de la Légion d'honneur en 1979 et de l'ordre national du Mérite en 1981, grand chancelier de la Légion d'honneur de 1981 à 1992.
- Lieutenant Kaidomar Omar Ould Osmane (1874-1914) médaillé militaire et chevalier de la Légion d'honneur, tué à Cuts (Oise), le 17 septembre 1914.
- Sergent Charles Lovy (1901-1903).
- Henri Poeymirau en 1903, capitaine, futur compagnon de Lyautey et général de division ;
- Jean Pierre Augustin Petit, commandant de companie au 2e RMT au cours de la Première Guerre mondiale, commandeur de la Légion d'honneur.
- Albert Souques (1890-1952), Compagnon de la Libération.

### Membres d'honneurs
Le 19 juin 1943, en Tunisie, le général américain Patton ainsi que les généraux Bradley et Gaffey, et l'aide de camps de Patton, le major Richard N. Jenson, tué en Tunisie, sont faits membres d'honneur du 2e RTA. Le lieutenant André Biard porte le drapeau au moment de la cérémonie.

## Sources et bibliographie
- Pierre Paul Jean Jacques Maurice Martin, Historique de 2e régiment de tirailleurs algériens, rédigé sur l'ordre du colonel, H. Charles-Lavauzelle, 1894, 551 p. (lire en ligne)
- Souvenirs de guerre (1914-1918) : le 2e régiment de marche de tirailleurs, Alger, J. Carbonel, 1922, 204 p. (BNF 42764093, lire en ligne).